# Megaselia pictoides
Megaselia pictoides är en tvåvingeart som beskrevs av Rudolf Beyer 1965. Megaselia pictoides ingår i släktet Megaselia och familjen puckelflugor. Inga underarter finns listade i Catalogue of Life.